# Fama (entreprise)
Pour les articles homonymes, voir Fama (homonymie).
Depuis 1920, la société FAMA conçoit et fabrique des équipements de combustion destinés à être utilisés dans des chaudières ou des fours industriels.
La société dispose d’une gamme de produits permettant de valoriser au mieux toutes sortes de combustibles solides. Ceux-ci  peuvent être des biomasses telles que bois et déchets de bois, bagasse, coques de coton  palmes et tournesol, rafles de raisins, paille, miscanthus, etc. La gamme comporte également des équipements pour la combustion des charbons, tourbes et lignites.

## Historique
La société FAMA a été créée en 1920, lors du déploiement industriel en Europe.
À cette époque, son activité principale résidait dans la conception, la fabrication et l’installation de foyers à charbon.
Le catalogue FAMA était alors constitué d’une large gamme de foyers automatiques et de grilles à gradins.
Peu après, FAMA développe tout une gamme de grilles mécaniques pour la combustion du charbon en couche. C’est la naissance de la grille Harrington. 
Plus tard, le spreader stoker pneumatique est créé pour valoriser la bagasse (déchets de canne à sucre). Le système a ensuite été utilisé avec toutes sortes de végétaux. 
Dans le même temps, le développement du projecteur mécanique a permis d’adapter le principe du spreader stoker aux charbons.

## Gamme de produits

### Spreader stoker pneumatique
Le spreader stoker pneumatique FAMA existe avec 2 types de grilles différentes :
- La grille basculante est divisée en zones de barreaux pivotants transversaux, actionnés par des dispositifs de basculement automatiques. Le décendrage est effectué par basculement périodique du plan de grille.
- La grille tournante forme un tapis roulant métallique permettant l’évacuation des cendres en continu.

### Spreader stoker mécanique
Le spreader stoker mécanique FAMA est destiné à la combustion des charbons, tourbes et lignites. Il a également déjà fait ses preuves pour la co-combustion bois/charbon. 

### Grille Harrington
La grille Harrington utilise le mode de combustion en couche du charbon. D’une construction simple et robuste, elle est parfaitement adaptée à applications ne nécessitant pas de variations de charges brutales.